# Larrau
Larrau település Franciaországban, Pyrénées-Atlantiques megyében. Lakosainak száma 185 fő (2022. január 1.). Larrau Ochagavía, Uztárroz – Uztarroze, Isaba, Sainte-Engrâce, Licq-Athérey, Etchebar, Lacarry-Arhan-Charritte-de-Haut, Alçay-Alçabéhéty-Sunharette, Mendive és Lecumberry községekkel határos.

## Népesség
A település népességének változása:
| Lakosok száma | 191  | 194  | 202  | 197  | 197  | 195  | 194  | 192  | 185  |
|               | 2013 | 2015 | 2016 | 2017 | 2018 | 2019 | 2020 | 2021 | 2022 |